# ماثيو جاي بيري
ماثيو جاي بيري (بالإنجليزية: Matthew J. Perry)‏ هو قاضي ومحامي أمريكي، ولد في 4 أغسطس 1921 في كولومبيا في الولايات المتحدة، وتوفي بنفس المكان في 29 يوليو 2011.